# Geneviève Desrosiers
Geneviève Desrosiers, née en 1970 et décédée en mars 1996 à Montréal, au Québec, est une poétesse et une artiste visuelle québécoise,.

## Biographie
Geneviève Desrosiers n'a publié qu'un poème de son vivant, Nous. Le recueil Nombreux seront nos ennemis fut publié à titre posthume en 1999 par la maison d'édition montréalaise L'Oie de Cravan. Ses poèmes ont été portés sur scène par Hanna Abd El Nour au Théâtre La Chapelle, à Montréal, en 2014. Le gala de l'Académie de la vie littéraire lui a décerné un prix posthume, et Mathieu Arseneault a dit de son œuvre : « Desrosiers a inauguré, avec Hélène Monette, l’époque de la poésie postpunk. Il y a chez elle un mélange improbable de légèreté et de lassitude, de laisser-aller ironique et d’une gravité très noire ». Elle est décédée dans un accident, en chutant du balcon de son ami le peintre Serge Lemoyne, en mars 1996, à 26 ans.

## Œuvres
- Nombreux seront nos ennemis, Montréal, L'Oie de Cravan, 1999, 71 pages[8]  (ISBN 9782924652251) )
- Une histoire, Montréal, L'Oie de Cravan, 2006, (portfolio d'artiste)  (ISBN 9782922399394)

## Prix et honneurs
- Prix rétrospectif de l'Académie de la vie littéraire, 2010[9]